# Judith Lewis Herman
Judith Lewis Herman (* 31. März 1942 in New York City) ist eine amerikanische Psychiaterin und Professorin für Klinische Psychologie an der Harvard Medical School. Darüber hinaus leitet sie ein Programm über Opfer von Gewalttaten am Cambridge Hospital in Cambridge (Massachusetts). Judith Herman beschrieb die komplexe posttraumatische Belastungsstörung.

## Werke
- Father-Daughter Incest, 1981
- Trauma and recovery. The aftermath of violence from domestic abuse to political terror.; 1992
  - Deutsch: Die Narben der Gewalt. Traumatische Erfahrungen verstehen und überwinden., Droemer Knaur, 1994, ISBN 978-3-426-26709-7; Kindler, 1994, ISBN 978-3-463-40246-8; Junfermann; Auflage: 5., Aufl., 2018; ISBN 978-3-95571-624-0
- Truth and Repair: How Trauma Survivors Envision Justice.; 2023